# Iain Sproat
Iain MacDonald Sproat (8 novembre 1938 - 29 septembre 2011) est un homme politique conservateur britannique .

## Biographie
Il fait ses études au Winchester College et au Magdalen College d'Oxford. Il travaille comme éditeur et journaliste. Il se présente à Rutherglen lors d'une élection partielle en mai 1964, puis de nouveau aux élections générales plus tard cette année-là, mais échoue dans les deux campagnes.
Aux élections générales de 1970, il se présente dans la circonscription écossaise marginale d'Aberdeen South et bat le député travailliste sortant, Donald Dewar ,. Il est réélu là-bas à trois autres élections, jusqu'aux élections générales de 1983, quand il part se présenter à Roxburgh et Berwickshire, estimant que c'est un siège «plus sûr». Cependant, Aberdeen Sud reste détenu par les conservateurs, tandis que Roxburgh et Berwickshire tombe aux mains du candidat libéral Archy Kirkwood .
Sproat retourne au Parlement neuf ans plus tard, en Angleterre et succédant à Sir Julian Ridsdale comme député de Harwich aux élections générales de 1992 ,. Il est ministre des Sports dans le gouvernement de John Major de 1993 à 1997, mais aux élections générales de 1997, il est battu par le candidat travailliste Ivan Henderson . Sproat se présente à nouveau à Harwich aux élections de 2001, mais Henderson est réélu avec une majorité accrue. Sproat ne se présente pas élections générales de 2005 et c'est Douglas Carswell qui reprend le siège pour les conservateurs.
Passionné de cricket depuis toujours, il est l'éditeur fondateur du Cricketers 'Who's Who (Green Umbrella) qui a célébré son 30e anniversaire en 2009. En 1979, il épouse Judith Mary Kernot.